# Wilhelm Weitling
Wilhelm Weitling (Magdeburg, 1808 - Nova York, 1871), obrer i escriptor autodidacte alemany. Membre de la Lliga dels justos, era la un dels representants del socialisme utòpic, apreciat per Marx que va trencar amb ell l'any 1846. Va marxar a Nova York després d'haver trencat amb Marx. Allà fundà (1852) l'organització Arbeiterbund ('Lliga dels Treballadors') i publicà la revista Republik der Arbeiter.
Publica en 1838  Die Menschheit wie sie ist und sein sollte  (La Humanitat com està i com hauria d'estar); a continuació el 1842  Garantien der Harmonie und Freiheit  (Garanties de l'harmonia i de la llibertat). Defensa un projecte de societat socialista i comunista. Apel·la una revolució social que privaria els rics dels mitjans d'enriquir-se a costa dels pobres. Posa el paper del proletariat, del qual forma part. Defensa la necessitat d'una llengua internacional com l'esperanto.
Ludwig Feuerbach s'inspira dels seus escrits però li retreu el seu ateisme religiós. Karl Marx i Friedrich Engels són igualment influïts per les seves anàlisis.,
El seu tercer llibre,  Das Evangelium des armen Sünders  (L'Evangeli del pobre pecador) (1843), li suposa ser empresonat per atacs contra la religió.

## Obres
- Die Menschheit, wie sie ist und wie sie sein sollte (1838/39) German text online
- Garantien der Harmonie und Freiheit; 1842 German text online
- Das Evangelium eines armen Sünders; 1845
- Ein Nothruf an die Männer der Arbeit und der Sorge, Brief an die Landsleute (1847)